# Ministerstvo zahraničních věcí Slovenské republiky

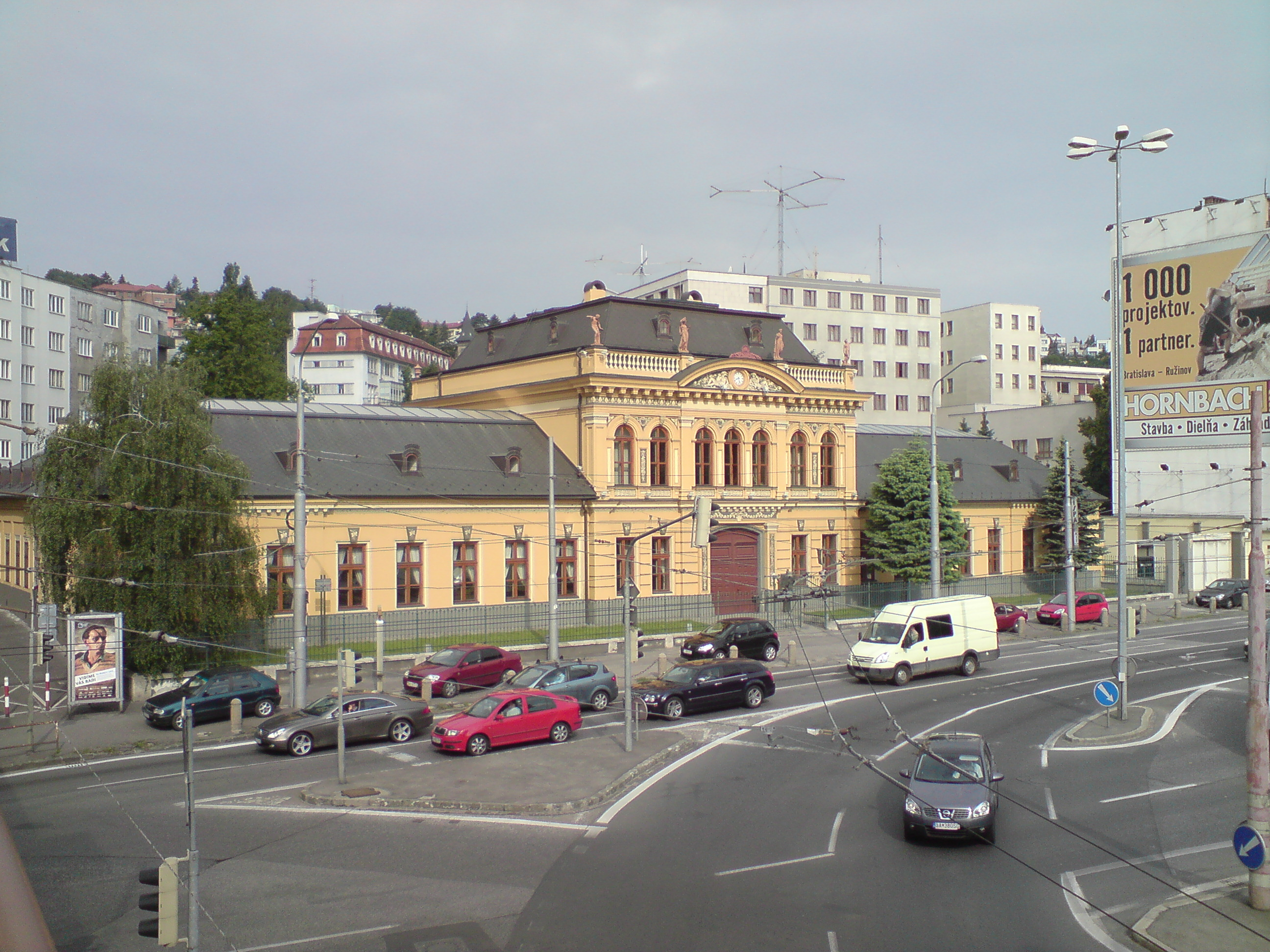
Paluďaiův palác, sídlo ministerstva na Pražské ulici v Bratislavě.

Ministerstvo zahraničných věcí Slovenské republiky je ústředním orgánem státní správy Slovenska pro oblast zahraniční politiky a vztahy Slovenska k ostatním státům a mezinárodním organizacím.
Ministerstvo bylo zřízeno zákonem č. 347/1990 Z. z. pod původním názvem Ministerstvo mezinárodních vztahů Slovenské republiky. Zákonem č. 453/1992 Z.z. bylo přejmenováno na současný název.

## Působnost ministerstva zahraničních věcí
- ochranu práv a zájmů Slovenské republiky a jejich občanů v zahraničí,
- řízení zastupitelských úřadů Slovenské republiky v zahraničí,
- styky s orgány a představiteli cizích států na Slovensku a zahraničí a v zahraničí,
- hospodaření a nakládání s majkem Slovenské republiky v zahraničí,

## Ministr zahraničních věcí
Ministerstvo zahraničních věcí řídí a za jeho činnost odpovídá ministr zahraničních věcí, jehož jmenuje prezident Slovenska na návrh předsedy vlády Slovenska.
Od 25. října 2023 je ministrem zahraničních věcí ve čtvrté Ficově vládě Juraj Blanár.

## Státní tajemník ministerstva zahraničních věcí
Ministra zahraničních věcí v době jeho nepřítomnosti zastupuje v rozsahu jeho práv a povinností státní tajemník. Ministr jej může pověřit i v jiných případech, aby ho zastupoval v rozsahu jeho práv a povinností. Státní tajemník má při zastupování ministra na schůzích vlády poradní hlas. Státního tajemníka jmenuje a odvolává vláda na návrh ministra zahraničních věcí. V odůvodněných případech může vláda určit, že na ministerstvu působí dva státní tajemníci – to je i případ ministerstva zahraničních věcí. Ministr určí, v kterých otázkách a v jakém pořadí jej státní tajemníci zastupují.